# اتحاد ایرلند

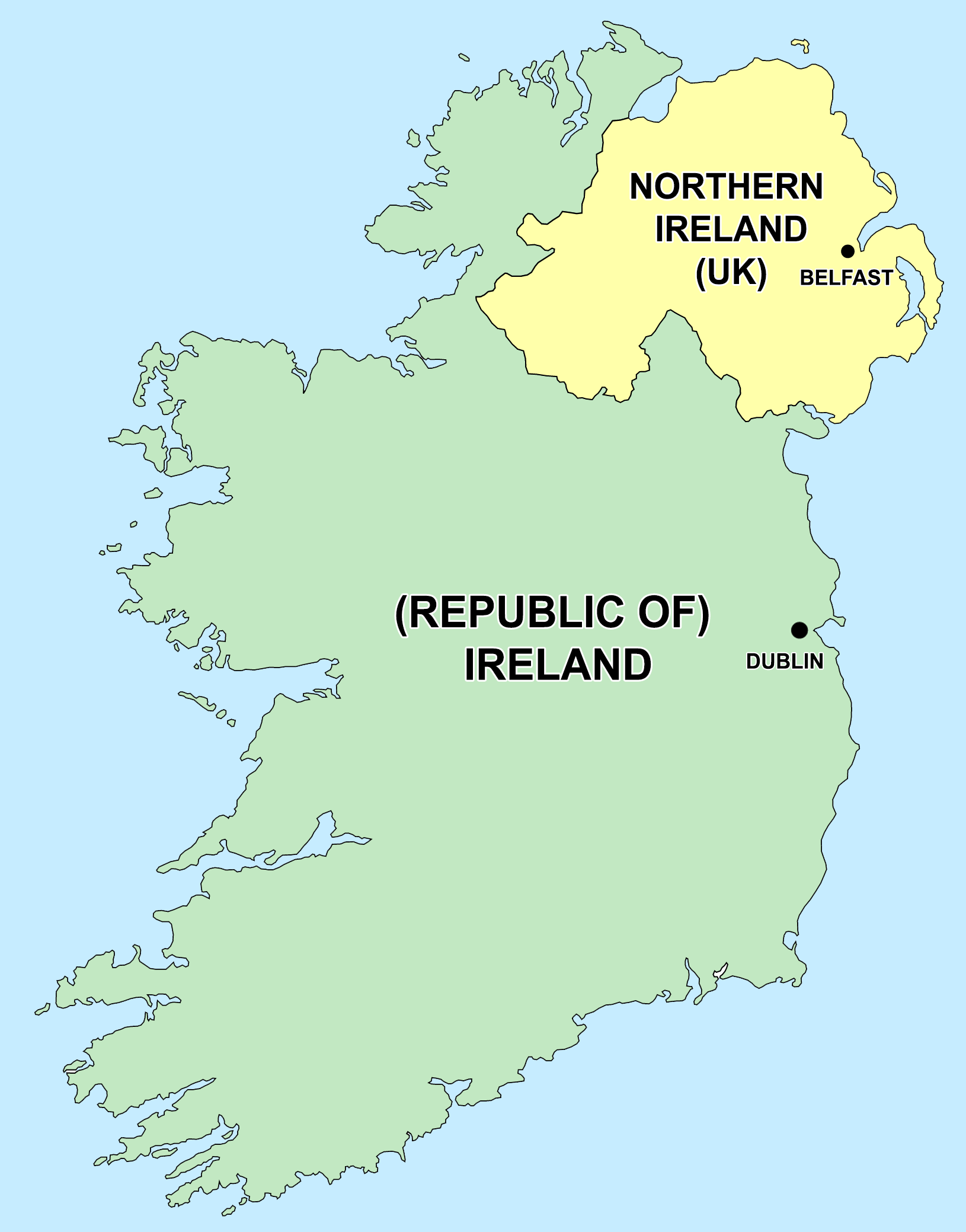
نقشه سیاسی ایرلند و موقعیت جمهوری ایرلند و ایرلند شمالی

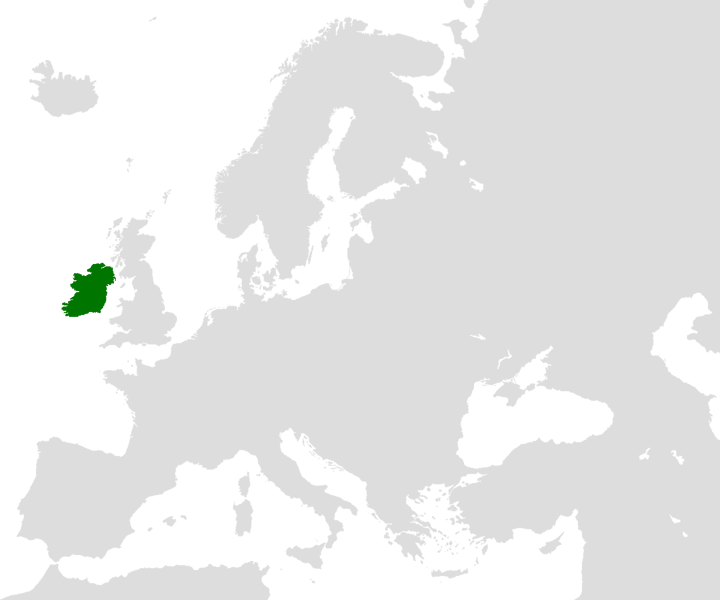
ایرلند در اروپا

متحد شدن ایرلند یک پیشنهاد است که بیان می‌کند ایرلند شمالی بهتر است از حاکمیت بریتانیاخارج شده و تحت سلطه دولت ایرلند درآید و جزیره ایرلند کشوری واحد باشد. این پیشنهاد توسط ملی گرایان ایرلندی حمایت می‌شود در حالی که ملی گرایان بریتانیا و متحدطلبان مخالف این طرح بوده و اتحاد ایرلند شمالی و بریتانیا را مهم‌تر می‌دانند. از نظر قانونی منطقهٔ ایرلند شمالی از ماه مه سال ۱۹۲۱ تحت قیادت بریتانیاست.
چندین مدل مختلف از اتحاد سیاسی پیشنهاد شده‌است؛ سه روش شایع عبارتند از: یک سیستم دولتی شبیه به فدرالیسم در سوئیس (به عنوان مثال توسط ایره نوا ["ایرلند نو"] پیشنهاد شده), یک کنفدراسیون و یک دولت واحد.

## پایه و اساس قانونی
بند ۳٫۱ از قانون اساسی ایرلند «این را به رسمیت می‌شناسد که اتحاد ایرلند می‌تواند تنها از راه‌های مسالمت‌آمیز و با رضایت اکثریت مردم به صورت دموکراتیک در هر دو حوزه‌های قضایی در جزیره بدست آید». این ماده در سال ۱۹۹۹ طی پیمان جمعه نیک به وجود آمد و جایگزین بندهای ۲ و ۳ شد که می‌گفت این جزیره جزئی از قلمرو ملی است.
قانونی که در ۱۹۹۸ در ایرلند شمالی به وجود آمده نیز بیان داشته که این ناحیه زمانی که اکثریت مردمش خواهان خروج از بریتانیا باشند، می‌تواند به ایرلند متحد بپیوندد. مقامات ایرلند شمالی می‌گویند «هر زمان که احساس کنیم مردم خواهان خروج از بریتانیا هستند، رفراندوم برگزار خواهیم کرد». روند وقوع چنین همه‌پرسی ممکن است هفت سال طول بکشد.

## تاریخچه

### دوران پادشاهان
قبل از ورود اقوام نورمن عنوان Ard Rí (پادشاه) یک جایگاه سلطنت مطلقه و دولت واحد در انگلستان و اسکاتلند توسعه یافته بود. این شاهان اغلب مخالفینی در جای جای قلمروشان داشتند.
آنچه مانع تحکیم قدرت ملی توسط Ard Rí می‌شد، این واقعیت بود که این جزیره تقسیم شده بود به تعدادی از پادشاهی‌های مستقل و حکومت‌های رقیب سلسله‌ای. قدرتمندترین این شاهان قبل از دورهٔ نورمن عبارتند از: Aileachهای Brefineهای Mideهای Leinsterهای Osraigeهای مونستر و کونکاکت. برخی از این‌ها درجه‌ای از استقلال را تا قرن ۱۷ م حفظ کردند.

### ایرلند مؤتلفه ۱۶۴۲–۴۹

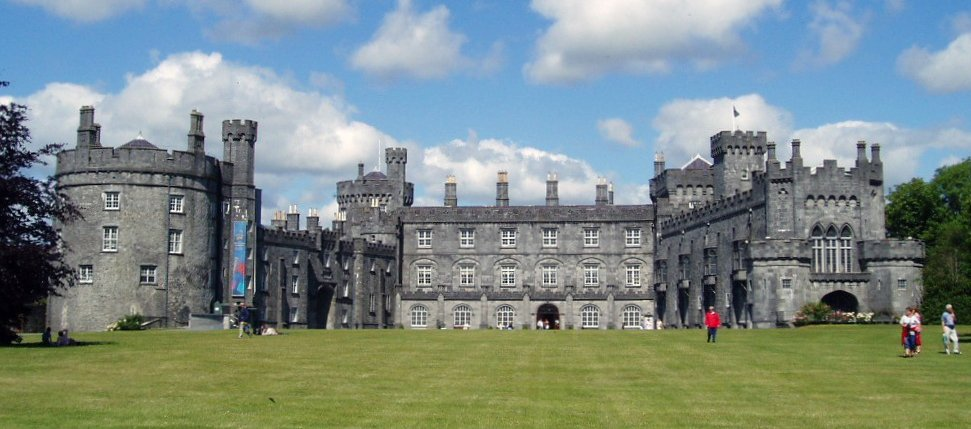
Kilkenny، مقر کنفدراسیون ایرلند.

در سال ۱۶۴۲ کنفدراسیون ایرلند – یک دولت کاتولیک ایرلندی تشکیل شد و برای مبارزه شورایی در کیلکننی برگزار کرد و یک مجمع ایرلندی تشکیل داد. این کنفدراسیون تا سال ۱۶۴۹ وجود داشت ولی بیشتر به تبعیت از اسکاتلندی‌ها و انگلیسی‌ها اقدام می‌کرد و صرفاً ابزاری در جنگ سه امپراطوری بود. در نهایت آن‌ها خود را منحل کردند و انجمن در حمایت از وحدت با سلطنت طلبان، یک توافق با شرط تسامح مذهبی و آزادی سیاسی و استقلال برای ایرلند کنار کشید. این سلطنت طلبان اما شکست خوردند و از سال ۱۶۵۳ تا ۱۶۶۰ ایرلند به صورت یکپارچه تحت تصرف بریتانیا درآمد.

### ۱۶۵۳–۱۹۲۱

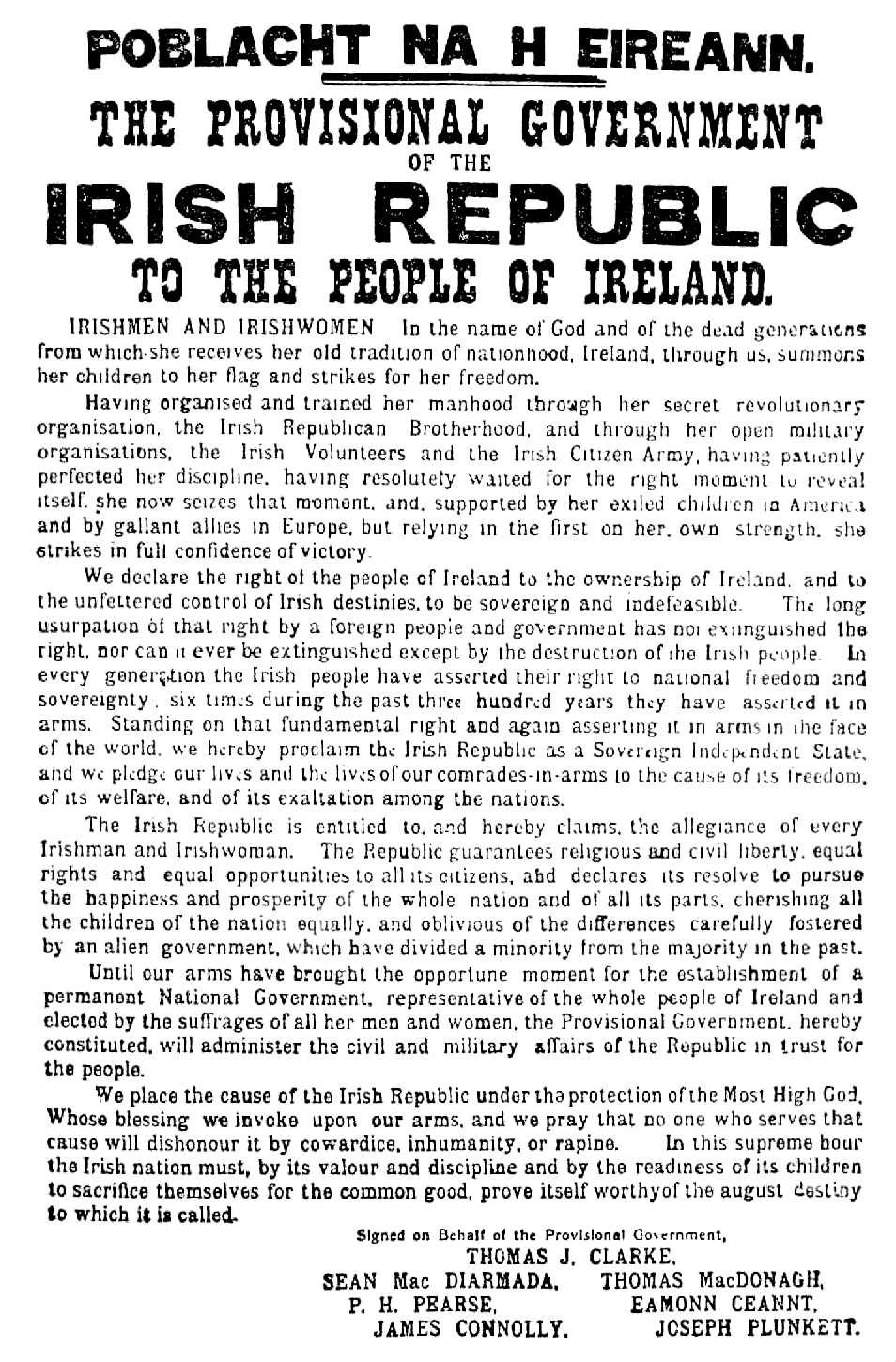
اعلام جمهوری ایرلند ارائه شده به مردم در طول عید پاک سال ۱۹۱۶.

اگر چه حکومت در دست بریتانیایی‌ها بود، ایرلند از لحاظ سیاسی از پایان جنگ از سه امپراطوری در سال ۱۶۵۳ تا ۱۹۲۱ متحد بود.
تا زمانی که قانون اساسی سال ۱۷۸۲ ایرلند نوشته شد و اقدامات محدودکننده و سختگیرانه علیه ایرلندی‌ها اعمال شد. از ۱۵۴۱ تا سال ۱۸۰۱، وضعیت سیاسی جزیره تبدیل به پادشاهی ایرلند شد و در اتحاد در فرد با پادشاهی انگلیس (و بعد از آن بریتانیا) قرار گرفت. تحت رهبری هنری گراتان، پارلمان ایرلند (هنوز هم تحت سلطه بریتانیا) تا حدودی استقلال به دست آورد. پس از آن، انگلستان قانون اتحادیه ۱۸۰۰ را وضع کرد که ایرلند بخشی از پادشاهی متحده بریتانیا و ایرلند شده و با تبدیل شدن به یک نهاد، اقدام به از بین بردن قدرت پارلمان ایرلند کردند و نمایندگان ایرلندی به لندن رفتند.

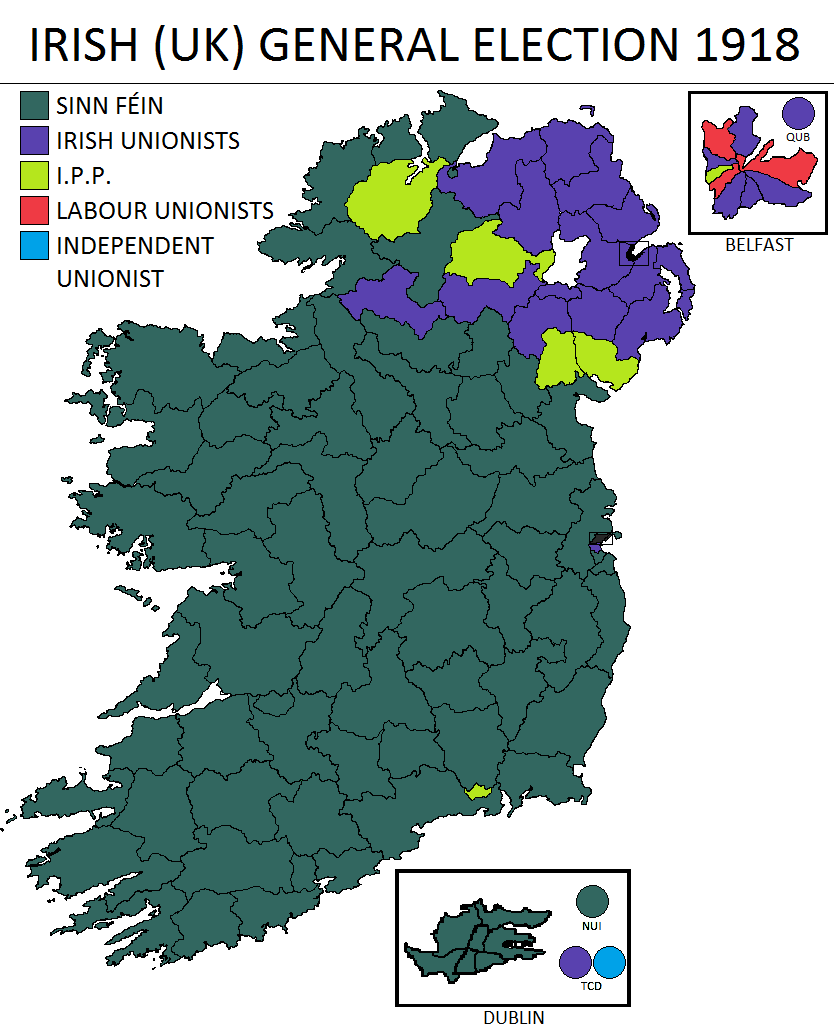
نتیجهٔ انتخابات عمومی سال ۱۹۱۸

در انتخابات عمومی سال ۱۹۱۸ در ایرلند، حزب جمهوریخواه شن فین برنده اکثریت کرسی‌های ایرلند شد؛ ولی اعضای منتخب شن فین به جای رفتن به وستمینستر، اقدام به تشکیل یک مجلس جمهوری‌خواه در دوبلین کردند که اعلام کرد ایرلند استقلال خود را خواهان است. اعلامیه استقلال در ژانویه سال ۱۹۱۹ قرائت شد. شن فین ادعای حکومت مستقل بر سراسر جزیره را داشت ولی در شمال جزیره آراء با حزب کارگر بود. تحت پیمان انگلیس-ایرلند به دولت آزاد ایرلند رخصت دادند و در سال ۱۹۲۲ دولت بیست و شش شهرستان در جنوب و غرب جزیره تحت نام جمهوری ایرلند مستقل شد در حالی که شش شهرستان در شمال شرقی باقی مانده‌است برای انگلستان و تحت قانون ۱۹۲۰ دولت ایرلند اداره می‌شود. شن فین علی‌رغم اختلافات سیاسی و مذهبی مردم شمال جزیره، هنوز آن‌ها را بخشی لاینفک از جمهوری ایرلند می‌داند.
با پایان جنگ جهانی اول چندین گروه نیز به وجود آمدند که خواهان اتحاد ایرلند در قالب بریتانیا هستند و می‌خواهند ایرلند جنوبی به این کشور بپیوندد.

## افکار عمومی

### در ایرلند شمالی
نظر سنجی در ایرلند شمالی به‌طور مداوم نشان داده‌است اکثریت مخالف اتحاد ایرلند هستند و از ابقای ایرلند شمالی در پادشاهی متحده حمایت می‌کنند. برای مثال در نوامبر ۲۰۱۵ بررسی RTÉ و بی‌بی‌سی ۳۰ درصد از جمعیت از اتحاد ایرلند برای همیشه حمایت کردند، ۴۳ درصد مخالف و ۲۷ درصد هم مردد بودند. اما وقتی پرسیده شد که در مورد وضعیت ایرلند شمالی برای کوتاه مدت چه نظری دارند، پایین‌تر از ۱۳٪ جمعیت موافق بودند. سال ۲۰۱۵ در ایرلند شمالی دانشگاه کوئین بلفاست و دانشگاه اولستر تحقیقاتی داشتند که ۲۲ درصد حامی اتحاد ایرلند بودند.
در سال ۱۹۷۳ در ایرلند شمالی یک همه‌پرسی در مورد اینکه آیا ایرلند شمالی باید بخشی از بریتانیا بماند یا با پیوستن به جمهوری ایرلند به شکل متحد دولتی مستقل باشد، برگزار شد. نتیجه این شد که ۹۸٫۹ درصد به نفع اتحاد ایرلند رأی دادند ولی این نظرسنجی به شدت تحریم شده بود توسط ملی گرایان و مشارکت مردم تنها ۵۸٫۷ درصد بود.

پس از برگزیت، حمایت از اتحاد با ایرلند افزایش یافته‌است و ۲۲ درصد از پاسخ دهندگان نسبت به ۱۷ درصد در سال ۲۰۱۳ نظر مساعد داشتند. ۴۳ درصد از کاتولیک‌ها در حال حاضر الحاق را خواهان هستند. با توجه به این بررسی برای حمایت از رفراندوم ۵۳ درصد از کاتولیک‌ها و ۷۲ درصد از پروتستان رأی منفی می‌دهند.
در سال ۲۰۱۳ ایپسوس موری نظرسنجی کرد: "اگر یک رفراندوم فردا برگزار شود، شما رایتان چیست ؟" و پاسخ در نواحی مختلف ایرلند شمالی چنین بود
| سوال                                                        | شهر بلفاست. | حومه بلفاست. | پایین | آرما | تایرون/فرماناق | لندندرری | انتریم |
| ----------------------------------------------------------- | ----------- | ------------ | ----- | ---- | -------------- | -------- | ------ |
| ایرلند شمالی باقی می‌ماند بخشی از بریتانیا                   | ۶۰٪         | ۷۷٪          | ۶۶٪   | ۶۴٪  | ۵۳٪            | ۵۵٪      | ۸۴٪    |
| ایرلند شمالی به پیوندد با جمهوری ایرلند در خارج از بریتانیا | ۲۰٪         | ۹٪           | ۱۸٪   | ۲۱٪  | ۱۹٪            | ۲۳٪      | ۱۳٪    |
| نمی‌خواهم رأی دهم                                            | ۱۱٪         | ۱۱٪          | ۱۲٪   | ۱۰٪  | ۲۱٪            | ۱۶٪      | ۱٪     |
| نمی‌دانم                                                     | ۱۰٪         | ۳٪           | ۴٪    | ۴٪   | ۷٪             | ۶٪       | ۲٪     |

همان نظرسنجی با ثبت رده سنی.
| رده سنی                                                     | ۱۸-۲۴ | ۲۵-۳۴ | ۳۵-۴۴ | ۴۵-۵۴ | ۵۵-۶۴ | ۶۵+ |
| ----------------------------------------------------------- | ----- | ----- | ----- | ----- | ----- | --- |
| ایرلند شمالی باقی می‌ماند بخشی از بریتانیا                   | ۶۵٪   | ۵۳٪   | ۶۶٪   | ۶۲٪   | ۷۰٪   | ۷۴٪ |
| ایرلند شمالی به پیوندد به جمهوری ایرلند در خارج از بریتانیا | ۱۶٪   | ۲۲٪   | ۱۷٪   | ۲۳٪   | ۱۴٪   | ۱۲٪ |
| نمی‌خواهم رأی دهم                                            | ۱۸٪   | ۲۰٪   | ۱۱٪   | ۹٪    | ۱۲٪   | ۷٪  |
| نمی‌دانم                                                     | ۲٪    | ۵٪    | ۶٪    | ۶٪    | ۴٪    | ۷٪  |

پاسخ افراد مختلف با پیشینه‌های مذهبی به شرح زیر است.
| جامعه پس زمینه                                              | پروتستان | کاتولیک | نه  |
| ----------------------------------------------------------- | -------- | ------- | --- |
| ایرلند شمالی باقی می‌ماند بخشی از بریتانیا                   | ۹۲٪      | ۳۸٪     | ۶۰٪ |
| ایرلند شمالی به پیوندد به جمهوری ایرلند در خارج از بریتانیا | ۲٪       | ۳۵٪     | ۷٪  |
| نمی‌خواهم رأی دهم                                            | ۴٪       | ۱۸٪     | ۲۷٪ |
| نمی‌دانم                                                     | ۱٪       | ۹٪      | ۵٪  |

### در جمهوری ایرلند

نظرسنجی انجام شده در سال ۲۰۱۰ در کشور جمهوری ایرلند.

در اکتبر ۲۰۱۵ یک نظر سنجی به سفارش RTÉ و BBC در جمهوری ایرلند سؤال شد "وجود دارد تعدادی از گزینه‌های ممکن برای وضعیت قانون اساسی ایرلند شمالی. در کوتاه مدت و میان مدت آیا شما فکر می‌کنم ایرلند شمالی باید…"
| در کوتاه مدت و میان مدت آیا شما فکر می‌کنم ایرلند شمالی باید…                    | نسبت |
| ------------------------------------------------------------------------------- | ---- |
| باقی بماند بخشی از بریتانیا با حکومت مستقیم از وستمینستر                        | ۹٪   |
| باقی بماند بخشی از انگلستان با تفویض مجمع و اجرایی در ایرلند شمالی (وضعیت فعلی) | ۳۵٪  |
| متحد با بقیه ایرلند                                                             | ۳۶٪  |
| دیگر                                                                            | ۱٪   |
| هیچ‌یک از اینها                                                                  | ۲٪   |
| نمی‌دانم                                                                         | ۱۷٪  |

همان نظرسنجی همچنین پرسید: "فکر می‌کنید سیاست‌های بلند مدت برای ایرلند شمالی باید چگونه باشد"
| شما می‌خواهید ایرلند را در عمرتان متحد ببینید؟ |      |
| شما می‌خواهید ایرلند را در عمرتان متحد ببینید؟ | نسبت |
| --------------------------------------------- | ---- |
| بله – می‌خواهم                                 | ۶۶٪  |
| نه – نمی‌خواهم                                 | ۱۴٪  |
| نمی‌دانم                                       | ۲۰٪  |